# Kékkereszt
A Kékkereszt egy politikailag és felekezetektől független keresztény szervezet, amelynek célja a szenvedélybetegségekben szenvedők segítése. Tevékenységük kiterjed a szenvedélybetegségek megelőzésére, terjedésének megakadályozására, valamint a gyógyítás támogatására.
A Nemzetközi Kékkeresztnek mintegy 40 tagszervezete van főként Európában és Afrikában, valamint Brazíliában és Indiában.

## Magyarországon
Magyarországon ifjúsági prevenciós, felvilágosító munkát végeznek többek között ifjúsági táborokban, valamint 50 helyi utógondozó csoportjuk működik. Dömösön alkohológiai szakintézetet tartanak fenn.